# Klilav
Klilav (Imshaugia aleurites) är en lavart som först beskrevs av Erik Acharius, och fick sitt nu gällande namn av S.L.F.Mey. Klilav ingår i släktet Imshaugia, och familjen Parmeliaceae. Arten är reproducerande i Sverige.

## Bildgalleri

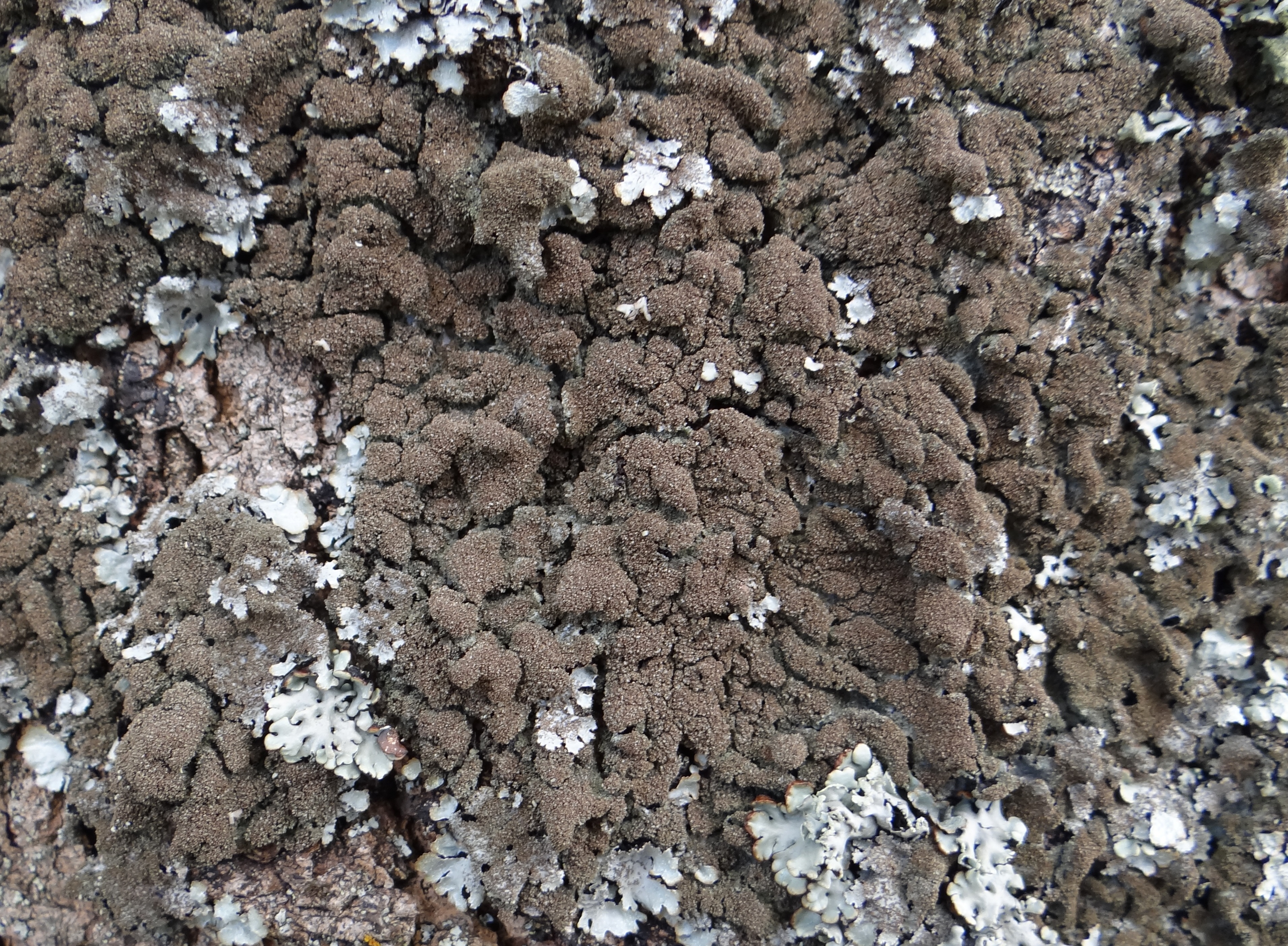
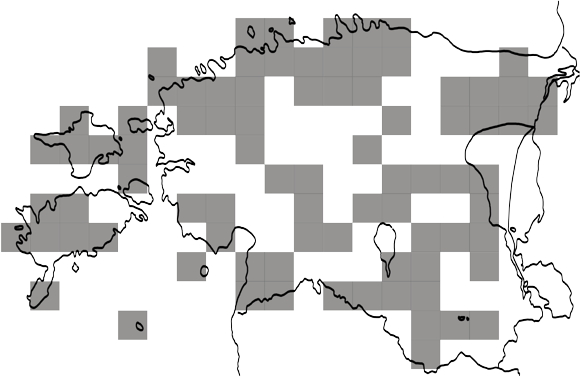
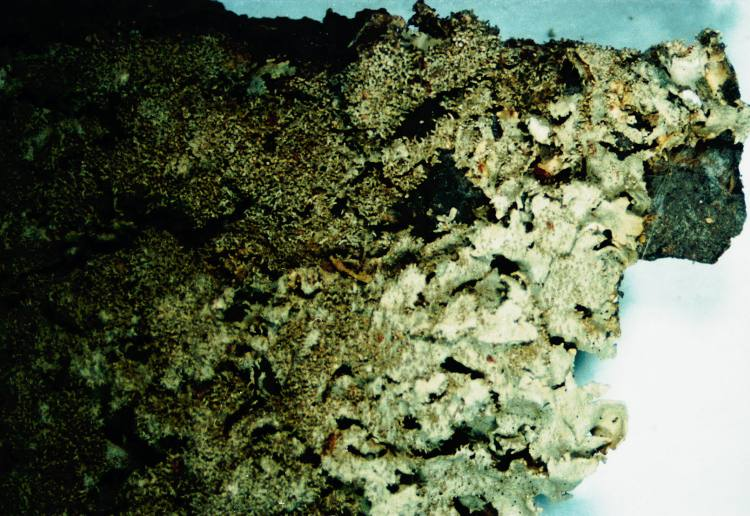
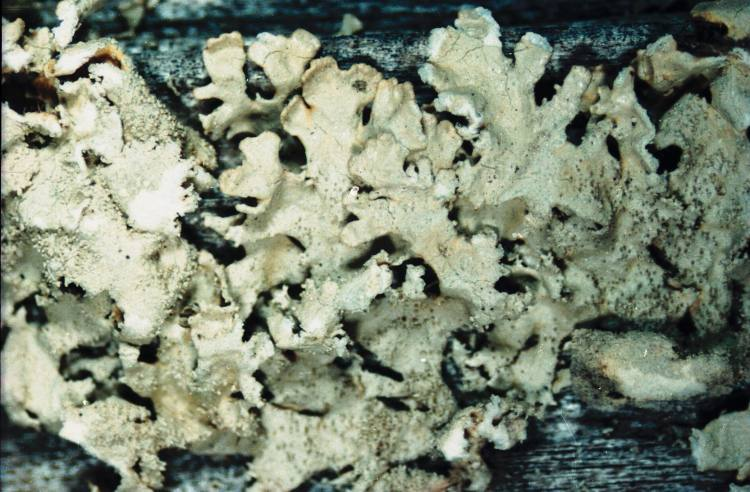
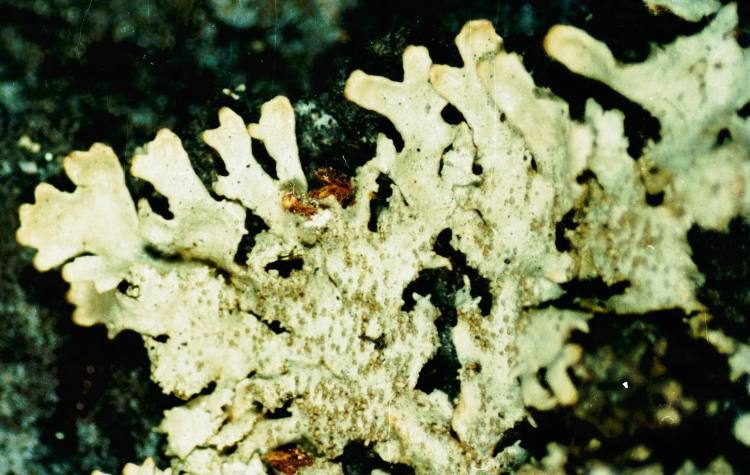
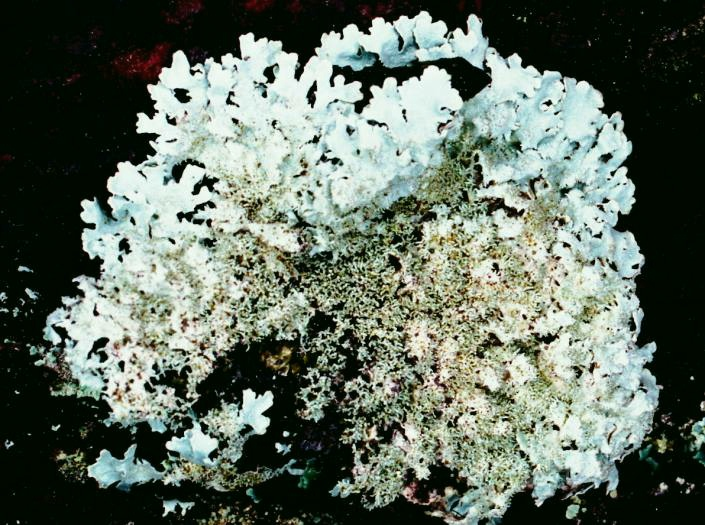
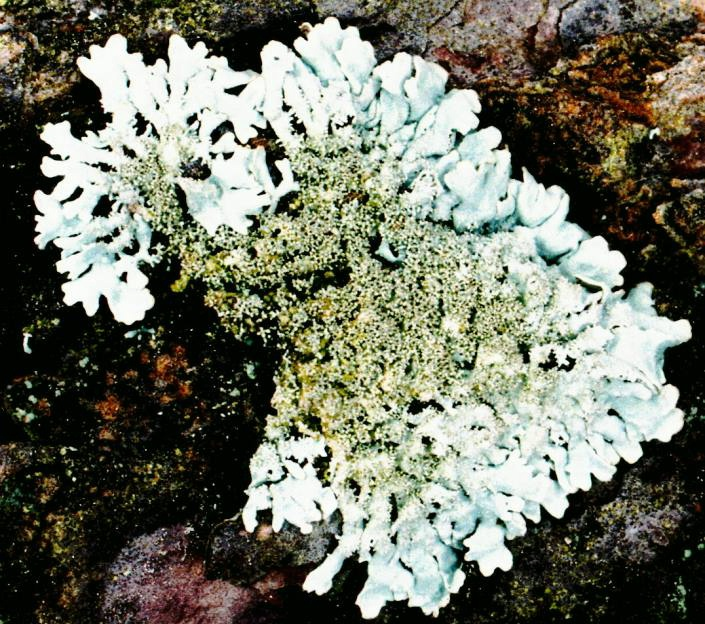
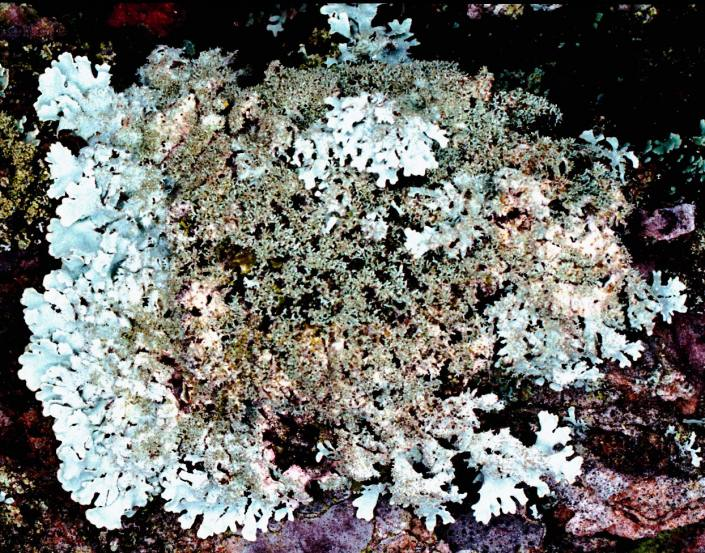
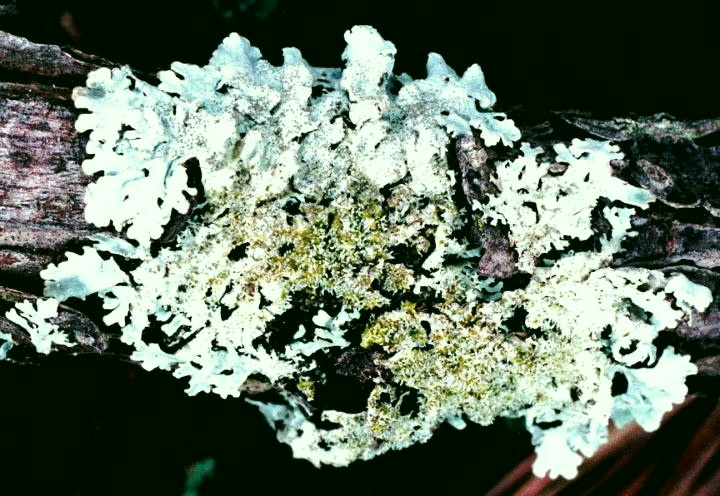
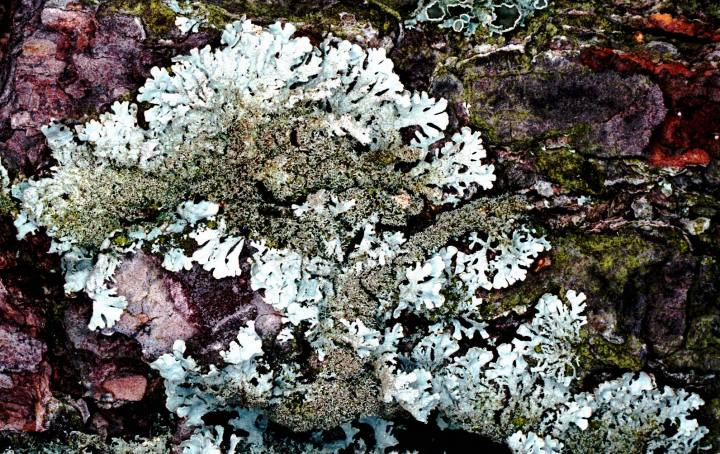
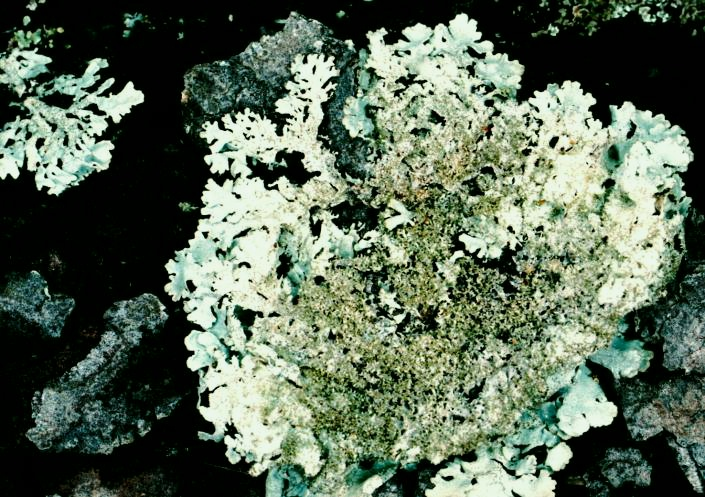
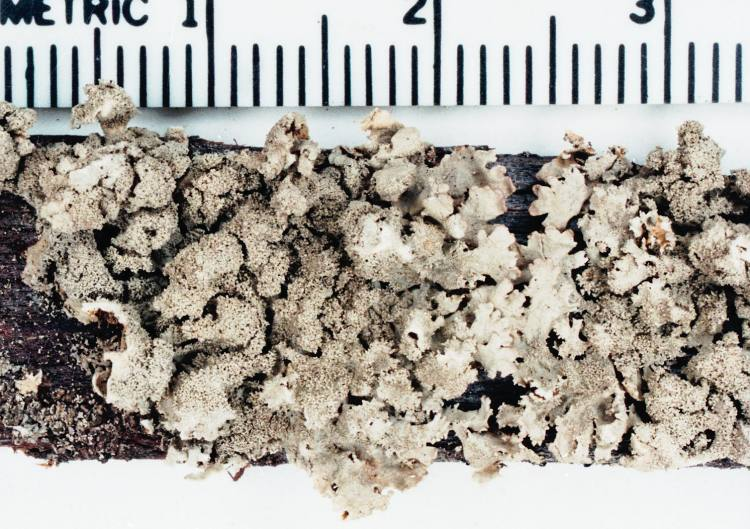
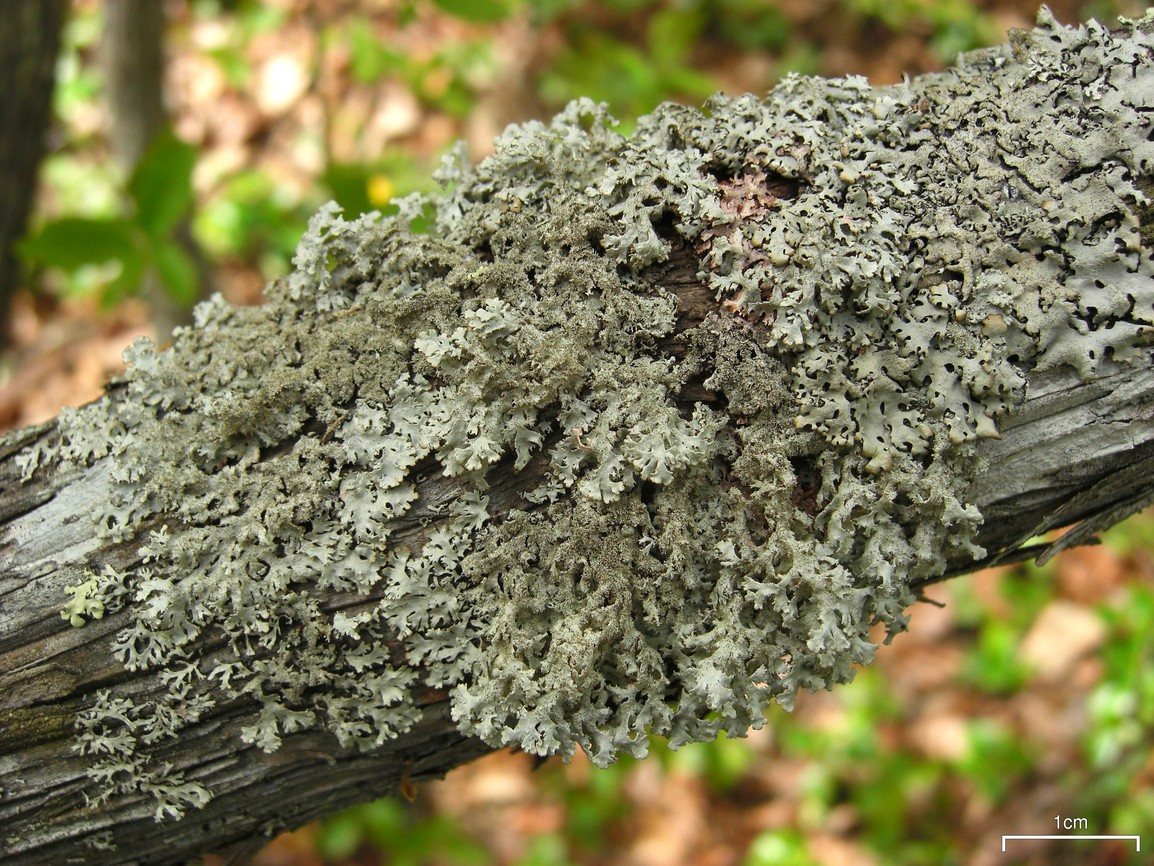